# سوروویکینو
شهر سوروویکینو (به روسی: Суровикино) در کشور روسیه و در اوبلاست ولگوگراد واقع شده‌است.